# Diego Ferrín
Diego Javier Ferrín Valencia (ur. 21 marca 1988 w Rosa Zárate) – ekwadorski lekkoatleta specjalizujący się w skoku wzwyż. 
W 2007 zdobył brązowy medal mistrzostw panamerykańskich juniorów w skoku w dal. Tuż za podium – na czwartym miejscu – ukończył mistrzostwa Ameryki Południowej w 2007. W 2008 zdobył brązowy medal młodzieżowych mistrzostw Ameryki Południowej, a rok później zdobył medal z tego samego kruszcu podczas mistrzostw Ameryki Południowej. Młodzieżowy mistrz kontynentu południowoamerykańskiego z 2010. W 2011 zdobył złoto mistrzostw Ameryki Południowej, odpadł w eliminacjach mistrzostw świata i był drugi na igrzyskach panamerykańskich. W 2012 nie awansował do finału halowych mistrzostw świata i igrzysk olimpijskich oraz zdobył brązowy medal mistrzostw ibero-amerykańskich. 
Rekordy życiowe: stadion – 2,30 (27 października 2011, Guadalajara); hala – 2,25 (11 lutego 2011, Eaubonne). Rezultaty zawodnika są aktualnymi rekordami Ekwadoru. 

## Osiągnięcia
| Rok  | Impreza                                     | Miejsce             | Pozycja           | Wynik |
| ---- | ------------------------------------------- | ------------------- | ----------------- | ----- |
| 2007 | Mistrzostwa Ameryki Południowej             | São Paulo           | 4. miejsce        | 2,10  |
| 2008 | Młodzieżowe mistrzostwa Ameryki Południowej | Lima                | 3. miejsce        | 2,11  |
| 2009 | Mistrzostwa Ameryki Południowej             | Lima                | 3. miejsce        | 2,10  |
| 2010 | Młodzieżowe mistrzostwa Ameryki Południowej | Medellín            | 1. miejsce        | 2,18  |
| 2010 | Mistrzostwa ibero-amerykańskie              | San Fernando        | 8. miejsce        | 2,12  |
| 2011 | Mistrzostwa Ameryki Południowej             | Buenos Aires        | 1. miejsce        | 2,23  |
| 2011 | Mistrzostwa świata                          | Daegu               | el. – 23. miejsce | 2,21  |
| 2011 | Igrzyska panamerykańskie                    | Guadalajara         | 2. miejsce        | 2,30  |
| 2012 | Halowe mistrzostwa świata                   | Stambuł             | el. – 19. miejsce | 2,22  |
| 2012 | Mistrzostwa ibero-amerykańskie              | Barquisimeto        | 3. miejsce        | 2,25  |
| 2012 | Igrzyska olimpijskie                        | Londyn              | el. – 21. miejsce | 2,21  |
| 2013 | Mistrzostwa świata                          | Moskwa              | el. – 25. miejsce | 2,17  |
| 2013 | Mistrzostwa Ameryki Południowej             | Cartagena de Indias | 6. miejsce        | 2,16  |